# Rusalotjka (film fra 1968)
|  | For den sovjetiske spillefilm af samme navn, se Rusalotjka (film fra 1976) |
Rusalotjka (russisk: Русалочка, da.: "Den lille havfrue") er en sovjetisk animationsfilm fra 1968 instrueret af Ivan Aksentjuk. Filmen er baseret på H.C. Andersen eventyr Den lille Havfrue. 

## Medvirkende
- Nina Guljajeva som Rusalotjka
- Lidija Koroljova
- Roza Makagonova
- Viktorija Ivanova
- Anatolij Papanov